# Karl Heller
Karl Heller (9. září 1872 Liběchov – 7. dubna 1944 Stockholm) byl československý politik německé národnosti a meziválečný senátor Národního shromáždění.

## Biografie
Navštěvoval gymnázium v Litoměřicích a Praze. Vystudoval práva na německé univerzitě v Praze a v Berlíně. Roku 1897 získal titul doktora práv. Od roku 1903 působil jako právník v Teplicích. Už jako student byl aktivní v dělnickém hnutí. Od založení strany německých sociálních demokratů byl členem jejího výkonného výboru a předsednictva. Byl rovněž místopředsedou Německé ligy Společnosti národů v ČSR a místopředsedou československé delegace v Meziparlamentní unii.
Profesí byl roku 1920 advokátem v Trnovanech.
V období let 1919–1938 byl členem předsednictva a výkonného výboru DSAP. V parlamentních volbách v roce 1920 získal za Německou sociálně demokratickou stranu dělnickou v ČSR senátorské křeslo v Národním shromáždění. Mandát obhájil v parlamentních volbách v roce 1925, parlamentních volbách v roce 1929 a parlamentních volbách v roce 1935. V letech 1929–1938 zastával post místopředsedy senátu. V senátu zasedal do října roku 1938, kdy jeho mandát zanikl v souvislosti se změnami území Československa po Mnichovské dohodě. V letech 1929–1938 zastával funkci místopředsedy senátu.
Po uzavření Mnichovské dohody se přestěhoval i s rodinou do Prahy. 14. března 1939 pak emigroval přes Polsko do Kodaně a později, po nacistickém ovládnutí Dánska odešel do Švédska. Byl často kritický k politice Wenzela Jaksche.